# Zimowe Igrzyska Olimpijskie 1976
XII Zimowe Igrzyska Olimpijskie odbyły się w austriackiej miejscowości Innsbruck w 1976 roku.
Po 12 latach to austriackie miasto znów stało się siedzibą zmagań sportowców olimpijskich (po wycofaniu się z organizacji igrzysk amerykańskiego Denver – cztery lata przed planowanym rozegraniem), organizatorzy ponieśli jedynie koszty modernizacji już istniejących obiektów sportowych.

## Dyscypliny olimpijskie
- bobsleje
- biathlon
- hokej
- łyżwiarstwo
  - łyżwiarstwo figurowe (debiut par tanecznych)
  - łyżwiarstwo szybkie
- narciarstwo
  - narciarstwo alpejskie
  - narciarstwo klasyczne
    - biegi narciarskie
    - skoki narciarskie
    - kombinacja norweska
- saneczkarstwo

## Państwa uczestniczące
Zimowe igrzyska w Innsbrucku w 1976 były ostatnimi igrzyskami olimpijskimi, na których Tajwan występował pod nazwą Republika Chińska. Większość krajów uznawała już wówczas Chińską Republikę Ludową. Na igrzyskach w Innsbrucku zadebiutowały reprezentacje Andory i San Marino.
| - Andora - Argentyna - Australia - Austria - Belgia - Bułgaria - Chile - Republika Chińska - Czechosłowacja - Finlandia - Francja - Grecja - Hiszpania |  | - Holandia - Iran - Islandia - Japonia - Jugosławia - Kanada - Korea Południowa - Liban - Liechtenstein - Norwegia - Nowa Zelandia - NRD |  | - Polska - RFN - Rumunia - San Marino - Stany Zjednoczone - Szwajcaria - Szwecja - Turcja - Węgry - Wielka Brytania - Włochy - ZSRR |

## Wyniki
| - biathlon - biegi narciarskie - bobsleje - hokej na lodzie - kombinacja norweska |  | - łyżwiarstwo figurowe - łyżwiarstwo szybkie - narciarstwo alpejskie - skoki narciarskie - saneczkarstwo |

## Statystyka medalowa
| Klasyfikacja medalowa |                   |       |        |      |       |
| Lp.                   | Państwo           | złoto | srebro | brąz | razem |
| 1                     | ZSRR              | 13    | 6      | 8    | 27    |
| 2                     | NRD               | 7     | 5      | 7    | 19    |
| 3                     | Stany Zjednoczone | 3     | 3      | 4    | 10    |
| 4                     | Norwegia          | 3     | 3      | 1    | 7     |
| 5                     | RFN               | 2     | 5      | 3    | 10    |
| 6                     | Finlandia         | 2     | 4      | 1    | 7     |
| 7                     | Austria           | 2     | 2      | 2    | 6     |
| 8                     | Szwajcaria        | 1     | 3      | 1    | 5     |
| 9                     | Holandia          | 1     | 2      | 3    | 5     |
| 10                    | Włochy            | 1     | 2      | 1    | 4     |

## Osiągnięcia reprezentacji Polski
| Osiągnięcia reprezentacji Polski | Osiągnięcia reprezentacji Polski | Osiągnięcia reprezentacji Polski | Osiągnięcia reprezentacji Polski | Osiągnięcia reprezentacji Polski |
| dyscyplina                       | konkurencja                      | reprezentant                     | miejsce                          |                                  |
| -------------------------------- | -------------------------------- | -------------------------------- | -------------------------------- | -------------------------------- |
| hokej na lodzie                  |                                  | reprezentacja narodowa           | 6.                               |                                  |
| łyżwiarstwo szybkie              | 1500 m                           | Erwina Ryś-Ferens                | 8.                               |                                  |
| łyżwiarstwo figurowe             | pary taneczne                    | Teresa Weyna i Piotr Bojańczyk   | 9.                               |                                  |
| saneczkarstwo                    | dwójki mężczyzn                  | Andrzej Żyła i Jan Kasielski     | 10.                              |                                  |